# Carmen Duval
Carmen Duval (Entre Ríos, Argentina; 3 de octubre de 1918 - Buenos Aires, Argentina; 21 de marzo de 2012) fue una gran cancionista de las décadas del treinta y del cuarenta.

## Biografía
Duval nació en la provincia de Entre Ríos en 1918,  y en su juventud se radicó en Buenos Aires. Se perfeccionó  vocalmente en la famosa Academia Musical PAADI dirigida por Luis Rubistein, junto con las cantantes Aída Luz y las hermanas Margot Mores y Myrna Mores.

## Carrera
En 1936, ganó el primer premio en un concurso de cancionistas y cantores que organizó Radio Stentor, con el título de "Miss Radio". En esa emisora desarrolló el inicio de su carrera.
En 1938 actuó en Radio El Mundo y realizando giras por varios países. En Radio Mitre compartió la cartelera con Aída Luz, Aída Denis y Yola Yoli.
Caló hondo en el gusto de los porteños y tuvo su época de gran auge, principalmente en la radiofonía argentina.
La carrera de Carmen Duval en el tango fue algo muy especial. Se le atrevía a las obras más difíciles de vocalizar, incluso aquellas que fueron invariablemente consideradas clásicas en el repertorio instrumental, como Recuerdo y Ojos negros , y en todas ellas demostró un perfecto dominio de la herramienta vocal a la que se unió una dicción muy pulida y clara midiendo los énfasis para nunca llegar al inútil e innecesario arrebato.
Durante 1967 fue acompañada por José Colángelo en varias giras que realizó en el país. Y tuvo como representante artístico al poeta y pintor de nombre artístico Isusi
Formó parte de la gran camada de cancionistas de la época dorada junto a Mercedes Simone, Nelly Omar, Libertad Lamarque, María de la Fuente, Chola Luna, Azucena Maizani, Amanda Ledesma, Lely Morel, Blanca Mooney, Julia Vidal, entre muchas otras.
Estuvo acompañada, a lo largo de su extensa carrera,por excelentes acompañamientos orquestales tales como el pianista Antonio Macri, allá en sus comienzos en Radio Stentor, al que sucedió luego el trío formado por Horacio Salgán (piano), Gregorio Suriff (violín) y Marcos Madrigal (bandoneón); posteriormente Héctor María Artola, la Orquesta Estable de Radio El Mundo y, sobre todo, Argentino Galván. A principios de los '40 también estuvieron junto a ella la orquesta Los Mendocinos de Juan Sánchez Gorio , en la que se encontraban entre otros el pianista Bernardo Blas, el vocalista Mario Landi y Eduardo Del Piano.
Es del recuerdo su participación del cierre de los carnavales de 1936 que se festejó en el Teatro Colón, con una Gran Fiesta de fantasía, junto a otros famosos como el maestro y compositor Arturo De Bassi, el famoso violinista, Dajos Béla y Lely Morel.

### Discografía
Duval dejó grabados menos de una decena de títulos en RCA Victor y otros seis en Odeón. Entre ellas están:
- Recuerdo (tema que fue cantado pero no grabado por ella)
- Ojos negros
- Entre sueños
- Así era ella muchachos (1946) junto a la Orquesta Típica.
- Inspiración
- Barrio pobre
- A una mujer (vals)
- Remolinos con la orquesta de Carlos Demare.[5]

### Filmografía
- 1930: Defiende tu honor (Film mudo)
- 1945: Rigoberto (Film sonoro)[6]

## Vida privada
Estuvo casada por varios años con el músico Horacio Salgán, con quien compartió por varios años en el escenario.